# Kaitou Sentai Lupinranger VS Keisatsu Sentai Patranger
Kyūrangers Ryusoulger
Kaitou Sentai Lupinranger VS Keisatsu Sentai Patranger (快盗戦隊ルパンレンジャーVS警察戦隊パトレンジャー, Kaitō Sentai Rupanrenjā bui esu Keisatsu Sentai Patorenjā, littéralement Lupinrangers l'escadron cambrioleur contre Patrangers l'escadron policier) est une série télévisée japonaise du genre sentai créée en 2018.
Il s'agit de la 42e série de la franchise. L'abréviation du titre complet est LuPat (ルパパト, RupaPato). 

## Synopsis
Les terribles Ganglers projettent de conquérir le monde grâce à la Lupin Collection, un ensemble de trésors autrefois rassemblés par Arsène Lupin, qu'ils ont volé. Deux équipes vont se donner pour but de les en empêcher. D'un côté, les Lupinrangers veulent récupérer la Collection pour le compte d'un descendant d'Arsène. Et de l'autre, les Patrangers veulent arrêter les Ganglers et les Lupinrangers.

## Personnages

### Lupinrangers
| Acteur                                 | Personnage                                 | Senshi                                    | Mecha                                                               | Couleur  |
| -------------------------------------- | ------------------------------------------ | ----------------------------------------- | ------------------------------------------------------------------- | -------- |
| Asahi Itōu (伊藤 あさひ, Itōu Asahi)   | Kairi Yano (夜野 魁利, Yano Kairi)         | Lupin Red (ルパンレッド, Rupan Reddo)     | Red Dial Fighter (レッドダイアルファイター, Reddo Daiaru Faitā)     | Rouge    |
| Shogō Hama (濱 正悟, Hama Shogō)       | Tooma Yoimachi (宵町 透真, Yoimachi Tooma) | Lupin Blue (ルパンブルー, Rupan Burū)     | Blue Dial Fighter (ブルーダイアルファイター, Burū Daiaru Faitā)     | Bleu     |
| Haruka Kudō (工藤 遥, Kudō Haruka)     | Umika Hayami (早見 初美花, Hayami Umika)   | Lupin Yellow (ルパンイエロー, Rupan Ierō) | Yellow Dial Fighter (イエローダイアルファイター, Ierō Daiaru Faitā) | Jaune    |
| Seiya Motoki (元木 聖也, Motoki Seiya) | Noel Takao (高尾ノエル, Takao Noeru)       | Lupin X (ルパンX, Rupan Ekusu)            | X Train Fire (エックストレインファイヤー, Ekusu Torein Faiyā)       | Argentée |

### Patrangers
| Acteur                                       | Personnage                                     | Senshi                                      | Mecha                                                              | Couleur |
| -------------------------------------------- | ---------------------------------------------- | ------------------------------------------- | ------------------------------------------------------------------ | ------- |
| Kōsei Yūki (結木 滉星, Yūki Kōsei)           | Keiichirō Asaka (朝加 圭一郎, Asaka Keiichirō) | Patran 1-gô (パトレン１号, Patoren Ichi-gō) | Trigger Machine 1-gô (トリガーマシーン１号, Torigā Mashīn Ichi-gō) | Rouge   |
| Ryō Yokoyama (横山 涼, Yokoyama Ryō)         | Sakuya Hikawa (陽川 咲也, Hikawa Sakuya)       | Patran 2-gô (パトレン２号, Patoren Ni-gō)   | Trigger Machine 2-gô (トリガーマシーン２号, Torigā Mashīn Ni-gō)   | Vert    |
| Kazusa Okuyama (奥山 かずさ, Okuyama Kazusa) | Tsukasa Myōjin (明神 つかさ, Myōjin Tsukasa)   | Patran 3-gô (パトレン３号, Patoren San-gō)  | Trigger Machine 3-gô (トリガーマシーン３号, Torigā Mashīn San-gō)  | Rose    |
| Seiya Motoki (元木 聖也, Motoki Seiya)       | Noel Takao (高尾ノエル, Takao Noeru)           | Patran X (パトレンX, Patoren Ekusu)         | X Train Thunder (エックストレインサンダー, Ekusu Torein Sandā)     | Dorée   |

### Alliés
- Kogure (コグレ, Kogure?) : Employé du descendant d'Arsène Lupin qui a fourni l'équipement aux Lupinrangers. Kogure assigne aussi les missions et récupère aussi à la fin des missions les Artefacts de la Collection Lupin.
- Commissaire Hilltop (ヒルトップ管理官, Hirutoppu-kanrikan?) : Commissaire et supérieur des Patrangers.
- Jim Carter (ジム・カーター, Jimu Kātā?) : Robot aidant les Patrangers.
- Good Striker (グッドストライカー, Guddo Sutoraikā?) : Il s'agit d'un VS Vehicule possédant sa propre conscience. Il sert les deux équipes. Il permet d'utiliser leurs attaques finales et peut servir de corps pour leurs mechas. On apprend au cours de la série qu'Arsène Lupin a modifié Good Striker pour en faire le gardien de sa collection. Good Striker a selon son envie d'aider les Lupinrangers ou les Patrangers selon les épisodes car ils les trouvent Good[1].
- Arsène Lupin : Il y a 100 ans, il a créé sa collection que les Ganglers ont volée 100 ans plus tard. On apprend qu'Arsène Lupin a modifié sa collection pour que les humains puissent l'utiliser et il a également donner une conscience à Good Striker pour en faire le gardien et amplifier les pouvoirs de la Collection Lupin[1] .

### Groupe criminel inter-dimensionnel Gangler
- Dogranio Yabon (ドグラニオ・ヤーブン Doguranio Yābun?) : Chef et fondateur des Ganglers âgé de 999 ans au début de la série, il souhaite prendre sa retraite. Il veut laisser sa place au seul Gangler qui réussira à conquérir le monde des humains.
- Destra Majo (?) : Bras droit de Dogranio Yabon
- Goche Lu Medo (?) : Assistante de Dogranio Yabon chargée de faire revire en monstre géant les Ganglers tués au combat.

## Arsenal
On apprend dans l'épisode 18 que la Lupin Collection a été faite dans le monde d'origine des Ganglers et qu'Arsène Lupin a plus tard modifié certains éléments de la collection pour qu'ils soient utilisables par les humains. L'Arsenal des Lupinrangers et des Patrangers vient de la Collection Lupin. Ainsi, l'équipement des Lupinrangers est fourni par Kogure alors que celui des Patrangers est fourni par le Commissaire Hilltop.

### Équipements
- VS Vehicule (ＶＳビークル, Bui Esu Bīkuru?) : Il s'agit d'une miniature des mechas des Lupinrangers (Dial Fighter) et des Patrangers (Trigger Machine).
- VS Changer (ＶＳチェンジャー, Bui Esu Chenjā?) : Il s'agit d'un pistolet blanc sur lequel viendra se clipser le VS Vehicle pour activer la transformation. Pour les Lupinrangers, il faut insérer le Dial Fighter correspondant sur le côté du pistolet, composer un code avec la molette puis rabattre le Fighter vers le haut. Pour les Patrangers, il suffit d'insérer la Trigger Machine sur le côté et la rabattre vers le bas.
- X Changer : Il s'agit d'un pistolet doré et argenté qui permet à Noël de se transformer en Lupin X ou en Patran X en insérant X Train Fire et X Train Thunder dessus.

### Armes

#### Lupinrangers
- Lupin Sword (ルパンソード, Rupan Sōdo?) : L'arme double des Lupinrangers. C'est une épée qui fait aussi pince.

#### Patrangers
- Pat Megabo (パトメガボウ, Pato Megabō?) : L'arme double des Patrangers. C'est une matraque qui fait aussi mégaphone.

#### Lupin X/Patran X
- X Rod Sword : L'arme de Lupin X et Patran X. Une matraque qui peut se changer en épée.

### Mechas

#### Lupinrangers
- Dial Fighters (レッドダイアルファイター, Daiaru Faitā?) : Ce sont les mechas des Lupinrangers ; ils représentent différents types d'avion et autres véhicules aériens.
  - Red Dial Fighter (レッドダイアルファイター, Reddo Daiaru Faitā?) : Le Dial Fighter de Lupin Red.
  - Blue Dial Fighter (ブルーダイアルファイター, Burū Daiaru Faitā?) : Le Dial Fighter de Lupin Blue.
  - Yellow Dial Fighter (イエローダイアルファイター, Ierō Daiaru Faitā?) : Le Dial Fighter de Lupin Yellow.
  - Cyclone Dial Fighter (サイクロンダイアルファイター, Saikuron Daiaru Faitā?) : Il s'agit d'un Dial Fighter vert représentant un hélicoptère.
  - Scissors Dial Fighter & Blade Dial Fighter : Il s'agit d'un duo de Dial Fighter noir servant de bouclier et épée pour le Lupin Kaiser.
- Lupin Kaiser (ルパンカイザー, Rupan Kaizā?) : Il s'agit du mecha des Lupinrangers lorsque Good Strike s'assemble avec les Dial Fighters.

#### Patrangers
- Trigger Machines (トリガーマシーン, Torigā Mashīn?) : Ce sont les mechas des Patrangers ; ils représentent différents types de voiture et autres véhicules sur roues.
  - Trigger Machine 1-gô (トリガーマシーン１号, Torigā Mashīn Ichi-gō?) : Le Trigger Machine de Patran 1-gô.
  - Trigger Machine 2-gô (トリガーマシーン２号, Torigā Mashīn Ni-gō?) : Le Trigger Machine de Patran 2-gô.
  - Trigger Machine 3-gô (トリガーマシーン３号, Torigā Mashīn San-gō?) : Le Trigger Machine de Patran 3-gô.
  - Trigger Machine Biker (トリガーマシーンバイカー, Torigā Mashīn Baikā?) : Il s'agit d'un Trigger Machine bleu représentant une moto.
  - Trigger Machine Crane & Trigger Machine Drill : Il s'agit d'un duo de Trigger Machine blanc servant de crochet et de foreuse pour le Pat Kaiser.
- Pat Kaiser (パトカイザー, Pato Kaizā?) : Il s'agit du mecha des Patrangers lorsque Good Strike s'assemble avec les Trigger Machines.

#### Lupin X/Patran X
- X Emperor : C'est le mecha de Lupin X et Patran X qui a une apparence différente selon l'équipe pour qui il se bat (Argentée pour les Lupinranger et Dorée pour les Patranger). Il est composé du X Changer, du X Train Fire et du X Train Thunder.
  - X Train Fire : Le Dial Fighter de Lupin X. Il représente un train à sustentation magnétique.
  - X Train Thunder : Le Trigger Machin de Patran X. Il représente un vieux train.

## Épisodes
1. Le plaisir qui vole le monde (世間を騒がす快盗さ Seken o Sawagasu Kaitō sa)
2. Police Internationale, en piste (国際警察、追跡せよ Kokusai Keisatsu, Tsuiseki seyo)
3. Absolument le récupérer (絶対に取り戻す Zettai ni Torimodosu)
4. Relation inacceptable (許されない関係 Yurusarenai Kankei)
5. Ciblée, Police Internationale (狙われた、国際警察 Nerawareta, Kokusai Keisatsu)
6. Que protéger (守るべきものは Mamorubekimono wa)
7. Toujours aidé (いつも助けられて Itsumo Tasuke Rarete)
8. Identité du voleur (快盗の正体 Kaitō no Shōtai)
9. Afin de se rencontrer à nouveau (もう一度会うために Mōichido au Tame ni)
10. C'est pas encore fini (まだ終わってない Mada Owattenai)
11. Je vais continuer à filmer (撮影は続くよどこまでも Satsuei wa Tsuzuku yo Doko Made mo)
12. Bracelet magique (魔法の腕輪 Mahō no Udewa)
13. Le meilleur et le pire des vacances (最高で最低な休日 Saikō de Saiteina Kyūjitsu)
14. Le piège est en place (はりめぐらされた罠 Harimegurasareta Wana)
15. Le travail de la police (警察官の仕事 Keisatsukan no Shigoto)

## Autour de la série
- Il s'agit de la première série Super sentai mettant en scène deux équipes différentes dès le début de l'histoire principale. C'est également la deuxième ayant pour thème la police, la première étant Dekaranger (2004).
- Il s’agit de la seule série télévisée Sentai à utiliser le titre «VS.» en dehors des films croisés VS Sentai. En plus d’être le premier titre VS Sentai à avoir une partie «VS.» à traduire en mot anglais «イ エ / bui esu» au lieu du mot japonais habituel de traduction «対 / tai».
- Les prénoms des membres principaux de chaque équipe sont basés sur le nom de leur sentai:
  - Kaitou de Kaitou Sentai Lupinranger: Kai ri, To oma, U mika
  - Keisatsu de Keisatsu Sentai Patranger : Kei ichiro, Sa kuya , Tsu kasa
- Une interview de Gregory Mitchell sur TokuNation a révélé que le Sentai 2018 devait initialement être basé sur l'aviation[2].
- Le nom des Lupinrangers fait référence au manga Lupin III mettant en scène le petit-fils du personnage créé par Maurice Leblanc. Il y avait également un personnage issu de cette même source dans Kamen Rider Drive (2014) et Kamen Rider Gaim (2013).
- Les Patrangers sont la première équipe qui commence avec le code couleur : Rouge, vert, rose. Il s'agit également de la première équipe à débuter sans ranger bleu.
- Kairi peut être considéré comme le plus fort des rangers de la série parce que:
  - il a vaincu Patran 1gou dans un combat en face à face.
  - il peut se battre avec Zamigo seul pendant un certain temps.
  - il est capable de vaincre un Gangler tout seul, sans avoir à revêtir sa forme Lupinranger.
  - il a pu tenir tête seul face à Patran 2gou et Patran 3gou et les forcer à sortir du cockpit de PatKaiser .
- Tous les Ganglers ont pour thème les animaux disparus et éteints (par exemple, les dinosaures comme le Tyrannosaurus Rex et les mammifères éteints comme le mammouth).
- Noel Takao rejoignant à la fois les Lupinrangers et les Patrangers fait référence aux officiers de police effectuant des opérations d'infiltration qui infiltrent des groupes criminels pour obtenir des informations sur leurs cibles de grande valeur, ou comme une taupe pour lesdits groupes criminels dans le but de les garder une longueur d'avance la loi.
  - Les policiers français ont été également romancés dans les films et à la télévision comme étant amicaux avec des criminels ou des personnes ayant des activités quelque peu illégales (comme Frank Martin et l'inspecteur Tarconi des films Transporteur). Cela pourrait donc expliquer l'attitude laxiste de Noel envers les Lupinrangers et son souhait que les deux équipes de Sentai unissent leurs forces et deviennent un véritable Sentai.
- X désigne la croix, digne du rôle de Noel en faisant équipe avec les Lupinrangers et les Patrangers. X désigne également un nombre inconnu ou une variable, car il peut être considéré comme un joker en raison de son statut de deux rangers.
- Tout comme Go-Busters, le français est utilisé.
  - Ici, cela est justifié par Noel qui est un officier français et que les trois principaux Lupinrangers tiennent un restaurant français mais aussi par le fait qu'Arsène Lupin est un personnage de fiction français.